# United States Naval Academy
De United States Naval Academy of USNA is de belangrijkste onderwijsinstelling voor de basisopleiding van officieren bij de Amerikaanse marine en de Amerikaanse mariniers. De Naval Academy is gevestigd in Annapolis, Maryland en vergelijkbaar met het Nederlandse KIM. De studenten hebben de rang van midshipman (adelborst) en na het afstuderen worden ze aangesteld als ensign (luitenant-ter-zee der 3e klasse) bij de marine, of second lieutenant (tweede-luitenant) bij de mariniers. Alumni moeten minstens vijf jaar dienstdoen bij de marine of de mariniers na hun aanstelling.

## Onderwijs
De lessen worden deels door officieren en deels door burgerdocenten gegeven. De staf staat onder direct toezicht van de Chief of Naval Operations (de voorzitter van de Amerikaanse admiraliteit). Studenten volgen een basiscurriculum, bestaande uit voornamelijk technische vakken. Daarnaast kunnen studenten zelf een afstudeerrichting kiezen, variërend van literatuurwetenschappen tot luchtvaarttechniek. Opvallend is dat elke afgestudeerde, onafhankelijk van de afstudeerrichting, een B.Sc.-graad krijgt. Men krijgt een B.Sc.-graad wanneer men een wetenschappelijke studie op bachelorniveau afrondt. Ook de Nederlandse Defensie Academie heeft haar opleiding geaccrediteerd  en mag een Bachelor of Science uitgeven.

## Geschiedenis
Het instituut is gesticht in 1845 door de toenmalige minister van de vloot George Bancroft. De campus werd geplaatst in Annapolis op de terreinen van het voormalige Fort Severn. De school opende de 10e oktober met 50 studenten en 7 docenten. Oorspronkelijk duurde de studie 5 jaar, met het eerste en laatste jaar op school en de andere drie op zee. In 1850 werd de cursus verlengd tot zeven jaar, met de eerste twee en laatste twee jaar op school. In 1851 werd het ten slotte verplicht om 4 jaar op school en 3 jaar op zee te studeren.

## Campus
De campus van de USNA is 1,37 km² groot. De locatie heette vroeger Fort Severn. De voornaamste gebouwen zijn:
- Nimitz-bibliotheek
- Kapel
- Rickover Hall
- Maury Hall
- Michelson Hall
- Chauvenet Hall
- Sampson Hall
- Luce Hall
- Mahan Hall
- Alumni Hall
- Bancroft Hall
- Dahlgren Hall
- Lejeune Hall
- MacDonough Hall
- De Officierenclub en de officierskwartieren

## Alumni
- Chester Nimitz
- Alan Shepard
- Jimmy Carter
- John McCain
- Jim Webb
- David Robinson

## Voetnoten
1. ↑  US Naval Academy - Majors Offered